# Helike (stad)
Helike (grekiska Ἑλίκη) var en stad i antikens Grekland. Den var jonernas huvudstad i Achaia, och hade ett berömt Poseidon-tempel. Helike och den närbelägna staden Bura förstördes 373 f.Kr. av en jordbävning och en tsunami. En del hävdar att den sjönk i havet. Från 2001 har staden grävts ut av Helike Project.